# 2-Этилгексаноат свинца(II)
2-Этилгексаноат свинца(II) — неорганическое соединение,
соль свинца и 2-этилгексановой кислоты
с формулой Pb(C4H9CH(C2H5)COO)2,
вязкая жидкость соломенного цвета,
не растворяется в воде.

## Получение
- Обменная реакция растворимой соли свинца и 2-этилгексановой кислоты:

{\displaystyle {\mathsf {Pb(NO_{3})_{2}+2C_{7}H_{15}COOH\ {\xrightarrow {}}\ Pb(C_{7}H_{15}COO)_{2}+2HNO_{3}}}}

## Физические свойства
2-Этилгексаноат свинца(II) образует вязкую жидкость соломенного цвета.
Не растворяется в воде,
растворяется в растительных маслах и органических растворителях.

## Применение
- Используется как сиккатив.
- Отвердитель кремний-органических лакокрасочных покрытий.

## См.также
- Сиккативы